# Mississauga Power
I Mississauga Power sono stati una società di pallacanestro canadese con sede a Mississauga, nell'Ontario.
Nacquero nel 2011 a Oshawa come Oshawa Power per partecipare al campionato della NBL Canada. Si trasferirono a Mississauga nel 2013 assumendo l'attuale denominazione fino al 2015.

## Stagioni
| Stagione | Lega       | Denominazione     | V  | P  | %    | Piazzamento | Play-off         |
| -------- | ---------- | ----------------- | -- | -- | ---- | ----------- | ---------------- |
| 2011-12  | NBL Canada | Oshawa Power      | 15 | 21 | 41,7 | 5º          | -                |
| 2012-13  | NBL Canada | Oshawa Power      | 18 | 22 | 45,0 | 3º          | -                |
| 2013-14  | NBL Canada | Mississauga Power | 10 | 30 | 25,0 | 5º          | Primo turno      |
| 2014-15  | NBL Canada | Mississauga Power | 7  | 25 | 21,9 | 4º          | Quarti di finale |